# 伊戈尔奈
伊戈尔奈（法語：Igornay，法語發音：[iɡɔʁnɛ]）是法国索恩-卢瓦尔省的一个市镇，属于欧坦区。

## 地理
伊戈尔奈（47°2'42"N, 4°22'43"E）面积21.71 平方千米，位于法国勃艮第-弗朗什-孔泰大區索恩-卢瓦尔省，该省份为法国中部省份，北起顺时针与科多尔省、汝拉省、安省、罗讷省、卢瓦尔省、阿列省和涅夫勒省接壤。
与伊戈尔奈接壤的市镇（或旧市镇、城区）包括：武德奈、维耶维、巴尔奈、科尔代斯、圣莱热迪布瓦。

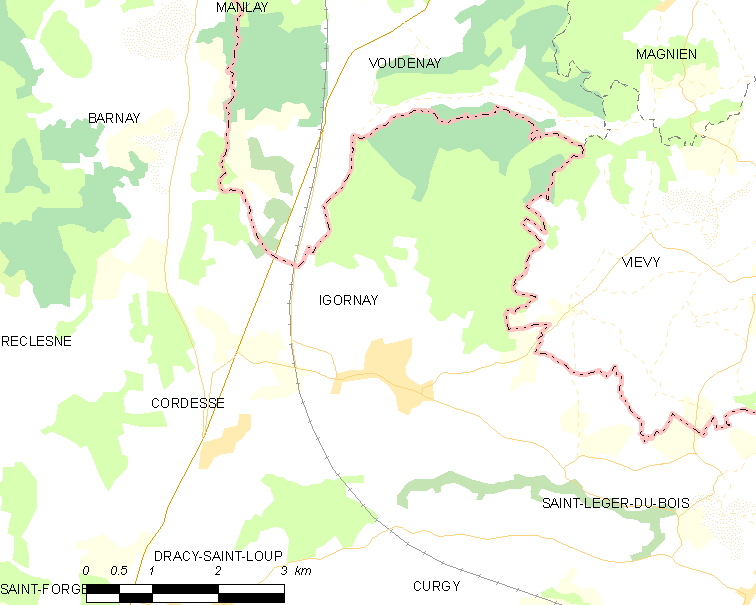
伊戈尔奈的OSM定位图

伊戈尔奈的时区为UTC+01:00、UTC+02:00（夏令时）。

## 行政
伊戈尔奈的邮政编码为71540，INSEE市镇编码为71237。

## 政治
伊戈尔奈所属的省级选区为欧坦第一县。

## 人口

1962-2008年间伊戈尔奈人口变化图示

伊戈尔奈于2022年1月1日时的人口数量为513人。